# 嵯峨野観光鉄道嵯峨野観光線
嵯峨野観光線（さがのかんこうせん）は、京都府京都市右京区のトロッコ嵯峨駅から京都府亀岡市のトロッコ亀岡駅までを結ぶ嵯峨野観光鉄道の鉄道路線。日本初の観光鉄道である。旅客案内上の通称は「嵯峨野トロッコ列車」（さがのトロッコれっしゃ）。
1989年（平成元年）3月に電化準備及び複線化のため新線に切り替えられて廃止された西日本旅客鉄道（JR西日本）山陰本線嵯峨駅 - 馬堀駅間の旧線を、1991年（平成3年）4月に観光専用の鉄道として再生した路線である。
全区間がJR西日本山陰本線に属し、JR西日本が第一種鉄道事業者として線路を保有、JR西日本の子会社である嵯峨野観光鉄道が第二種鉄道事業者として列車を運行している。
本項において、「新線」は現在の嵯峨野線、「旧線」は当線を指す。共用区間など特に区別の必要がない場合は単に「山陰本線」と表記する。

## 路線データ
- 管轄（事業種別）：嵯峨野観光鉄道（第二種鉄道事業者）・西日本旅客鉄道（第一種鉄道事業者）[5]
- 路線距離（営業キロ）：7.3 km[3]
- 軌間：1067 mm[3]
- 駅数：4駅（起終点駅含む）[11]
- 複線区間：なし（全線単線）[3]
- 電化区間：なし（全線非電化）[3]
- 閉塞方式：スタフ閉塞式[6]
- 保安装置：ATS-SW[7]
- 最高速度：35 km/h[8]

## 歴史

### 開業に至る経緯
1989年（平成元年）3月にJR西日本山陰本線嵯峨駅 - 馬堀駅間が電化準備及び複線化のため新線に切り替えられ、1899年（明治32年）開業の旧線は廃線となった。一方、JR西日本社内には経営基盤確立を目的とした線区別経営改善推進チームが1987年（昭和62年）11月に設立されており、山陰本線については旧線を活用した活性化が検討されていた。旧線は車窓景観が良かったことから、京都の新しい観光資源として復活の要望が京都府を中心に強く、JR西日本社内で検討の結果、事業化に取り組むことが決定、1989年（平成元年）11月にJR西日本社内に嵯峨野線プロジェクトチームが発足し、運転再開に向けた準備が始まった。運営母体となる嵯峨野観光鉄道がJR西日本の100 %子会社として1990年（平成2年）11月に設立され、同月末に鉄道事業免許が交付されている。開業日が翌1991年（平成3年）4月に設定されたが、廃止以来使用されていなかった線路を短期間で整備するため、社員全員でレールや枕木の交換、草刈りなどの作業が行われた。

### 年表
- 1899年（明治32年）8月15日：京都鉄道によって嵯峨駅（現：嵯峨嵐山駅） - 園部駅間が開業[10]
- 1907年（明治40年）8月1日：鉄道国有法により国有化[10]
- 1909年（明治42年）10月12日：線路名称制定、京都駅 - 園部駅間が京都線となる。
- 1912年（明治45年）3月1日：京都駅 - 出雲今市駅間全通とともに京都線全線、阪鶴線綾部駅 - 福知山駅間、播但線福知山駅 - 香住駅間を山陰本線に編入。
- 1922年（大正11年）4月3日：保津川橋梁上で列車転覆事故発生[10]
- 1935年（昭和10年）7月20日：馬堀駅開業[10]
- 1936年（昭和11年）4月15日：保津峡駅開業[10]
- 1987年（昭和62年）4月1日：国鉄分割民営化によりJR西日本に承継[10]
- 1989年（平成元年）
  - 3月5日：山陰本線嵯峨駅 - 馬堀駅間を複線で電化対応の新線に切り替え、旧線の列車運行廃止[10]
  - 9月18日：JR西日本運輸部に嵯峨野線プロジェクトチーム発足[12]
- 1990年（平成2年）
  - 11月2日：鉄道事業免許申請[6]
  - 11月14日：嵯峨野観光鉄道株式会社設立[4]
  - 11月30日：鉄道事業免許交付[6]
- 1991年（平成3年）4月27日：山陰本線旧線を嵯峨野観光鉄道嵯峨野観光線としてトロッコ嵯峨駅 - トロッコ亀岡駅間が開業、トロッコ列車運転開始[10]
- 1992年（平成4年）4月24日：トロッコ亀岡駅の新駅舎が完成[14]、トロッコ保津峡駅で酒呑童子のパフォーマンス開始[10]
- 1996年（平成8年）3月16日：全列車トロッコ嵯峨駅乗り入れ開始[10]
- 1997年（平成9年）4月27日：トロッコ嵯峨駅の新駅舎が完成[10]
- 1998年（平成10年）7月19日：SK300形「ザ・リッチ」が増備される[10]。
- 2013年（平成25年）
  - 9月16日：未明からの大雨と台風18号により、倒木や線路への土砂の流入が見つかり18日まで全区間で運休。19日より運行再開。トロッコ保津峡駅は接続する吊橋が破損したため営業休止継続[15]。
  - 2013年4月 - 2014年3月：年間利用者数が初の100万人超えとなる[16]。年間利用客数が100万人を超える拡大傾向は、翌2014年度にも引き継がれて、前年のそれを上回った[17]。
- 2014年（平成26年）6月27日：吊橋が復旧しトロッコ保津峡駅の営業再開[18]。
- 2015年（平成27年）
  - 2月28日：ストーブ列車の試乗会開催、翌3月1日から試験運行開始[19]。
  - 12月10日：ストーブ列車の本格運行開始[20]。
- 2019年（令和元年）：沿線のトンネル8ヶ所、橋梁33ヶ所は「嵯峨野観光鉄道の構造物群」は土木学会選奨土木遺産に選ばれる[21][22]。
- 2020年（令和2年）4月8日：近隣府県における新型コロナウイルス感染症拡大防止のための「緊急事態宣言」の発出に鑑みて、同年6月12日までの間、トロッコ列車を全面運休[23][注釈 1]。
なお、2020年度は、それまであったインバウンド需要の激減や国内往来の自粛が響いて、年間利用者数が前年度比6割減の46万人に落ち込んだ[24]。

## 路線概況
路線はトロッコ嵯峨駅を起点とし、山陰本線を約900 m走行したのち、小倉山トンネル手前で新線と分岐、亀山トンネルに一部かかる形で設けられたトロッコ嵐山駅から旧線に入る。トロッコ嵯峨駅 - トロッコ嵐山駅間はトロッコ嵯峨駅のプラットホーム部を除きトロッコ嵯峨駅発、トロッコ亀岡駅発とも山陰本線の下り線を走行するため、後者では新線の上り列車と並走することがある。旧線は途中3箇所で新線の下を通過する。旧線は保津川に沿って進み、2箇所のトンネル、1箇所の鉄橋を超えたところにトロッコ保津峡駅がある。途中の保津川橋梁までは保津川左岸、以降は終点まで保津川右岸を走行する。トロッコ保津峡駅から大小6箇所のトンネルを超えて新線の上り線としばらく並走し、馬堀駅から約500 mの地点が終点トロッコ亀岡駅である。トロッコ亀岡駅の馬堀方には車止めがあり、また亀岡方には渡り線の設置もないため、旧線区間は盲腸線である。

## 運行形態
トロッコ嵯峨駅 - トロッコ亀岡駅間の折り返し運転で、全て各駅停車である。トロッコ嵯峨駅 - トロッコ嵐山駅間は山陰本線の下り線を走行するため、開業から1994年（平成6年）までは一部列車はトロッコ嵐山駅 - トロッコ亀岡駅間の運転となっていた。休日・行楽期除く水曜日と冬期は運休する。
全列車「嵯峨野号」の列車愛称で運行される。ただしオープン車両「ザ・リッチ」の座席については「嵯峨野リッチ号」となる（「嵯峨野号」と同じ列車でありあくまで発券上の区分）。座席は全席指定席で、乗車1か月前よりWebサイトで予約を受け付けているほか、空席がある場合は当日券も発売される（指定席が完売している場合でも人数を限定して立席券を発売）。かつてはJR西日本の京阪神の一部駅のみどりの窓口やみどりの券売機プラス、e5489でも発売されていたが、2024年1月いっぱいで終了した。

## 使用車両
JR西日本から譲受し、塗装などを変更したディーゼル機関車DE10形1104号機を動力車とし、無蓋貨車トキ25000形を改造したSK100形客車5両を付随車および制御車として使用している。両端駅に機関車を付け替える設備がないため、どちらの方向に運転される場合も機関車はトロッコ嵯峨寄りに連結される。
車両には平安ロマンをモチーフとした塗装を採用、平安の王朝色である緋色、山吹色でまとめられ、客車の窓下にアールデコ風の黒の模様が入れられた。また予備の動力車としてJR西日本所属のDE10形1156号機が同塗装にされている。

嵯峨野観光線の車両
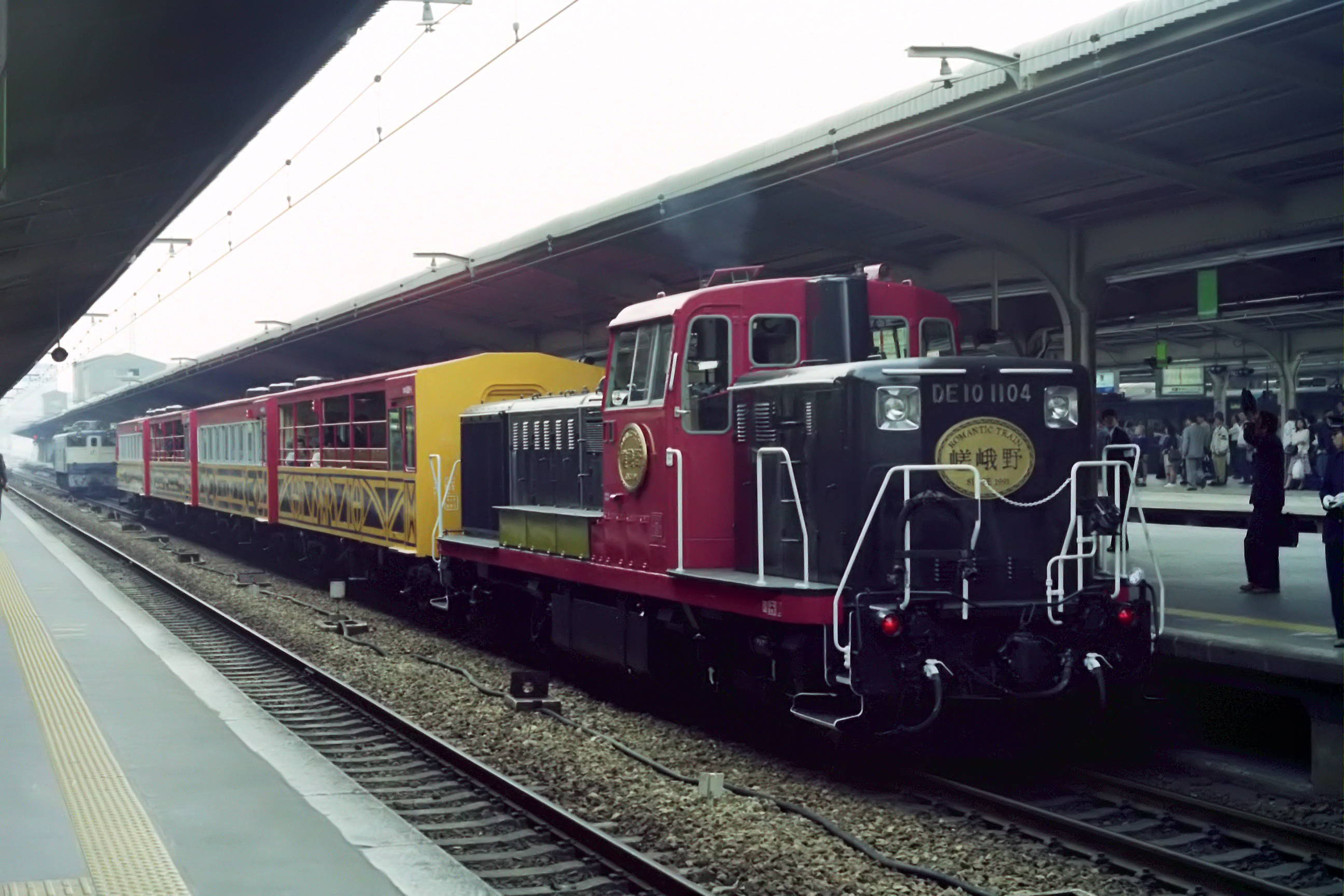
DE10形ディーゼル機関車を先頭にした編成。大阪駅でのお披露目(1991年4月)
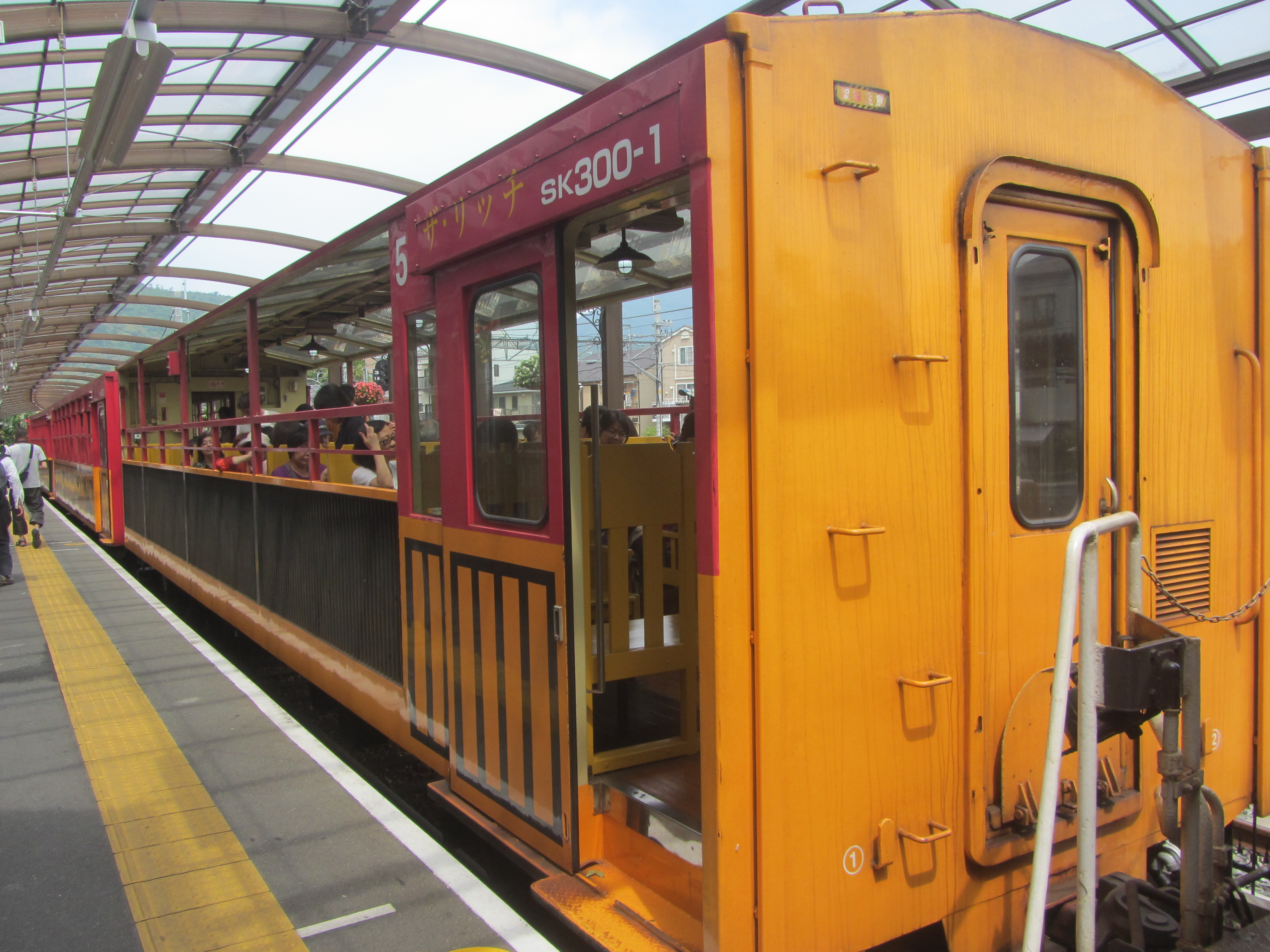
「ザ・リッチ」
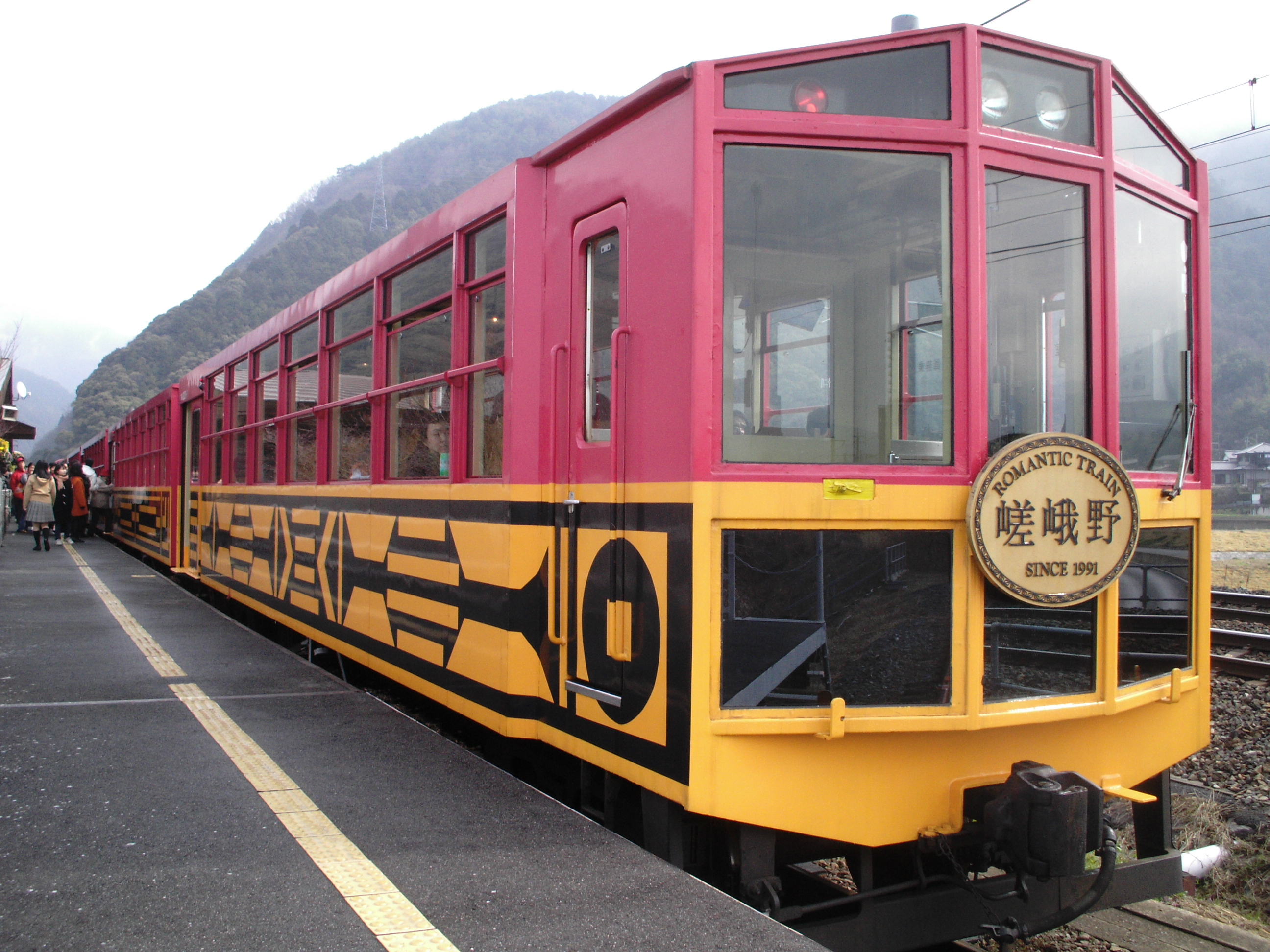
トロッコ亀岡駅寄り先頭車

## 利用状況
トロッコ嵯峨駅 - トロッコ亀岡駅間7.3 kmの運行は1991年（平成3年）4月27日に開始された。開業前、年間利用者数は22万人程度と見込まれたが、沿線が観光資源に恵まれていたことに加え、営業努力も実り、開業初年度の利用者は予想の3倍となる69万人超を記録した。
1992年（平成4年）から社員の手で沿線に桜、松などが植樹されたほか、酒呑童子に扮した社員が乗り込むパフォーマンスの実施、2005年（平成17年）からは紅葉の季節の最終便ではライトアップなどの集客策が採られている。
2013年（平成25年）には年間乗客数が100万人を突破、 2010年代以降は日本国外からの団体客の利用も目立ち、ツアーに組み込まれることも増えている。観光シーズンには当日券が午前中に完売するほどの人気路線となり、2015年（平成27年）には年間123万人を輸送、乗客の1/3を日本人以外が占めている。2015年（平成27年）12月から、冬季は3号車、4号車の座席を一部撤去し、ダルマストーブを設置したストーブ列車として運行されている。
しかし、2020年（令和2年）以降の新型コロナウイルス感染症流行の影響により約7割強を占めていたインバウンドの需要が消失、結果、2020年度（令和2年度）の輸送人員はピークの約36 %の46万人まで減少、同年度以降営業利益は赤字になっている。このため、2022年（令和4年）4月1日に収支改善の目的で消費税率変更以外で開業以来初めての運賃値上げを行なった。2023年度（令和5年）には、年間輸送人員が110万人台に回復した。

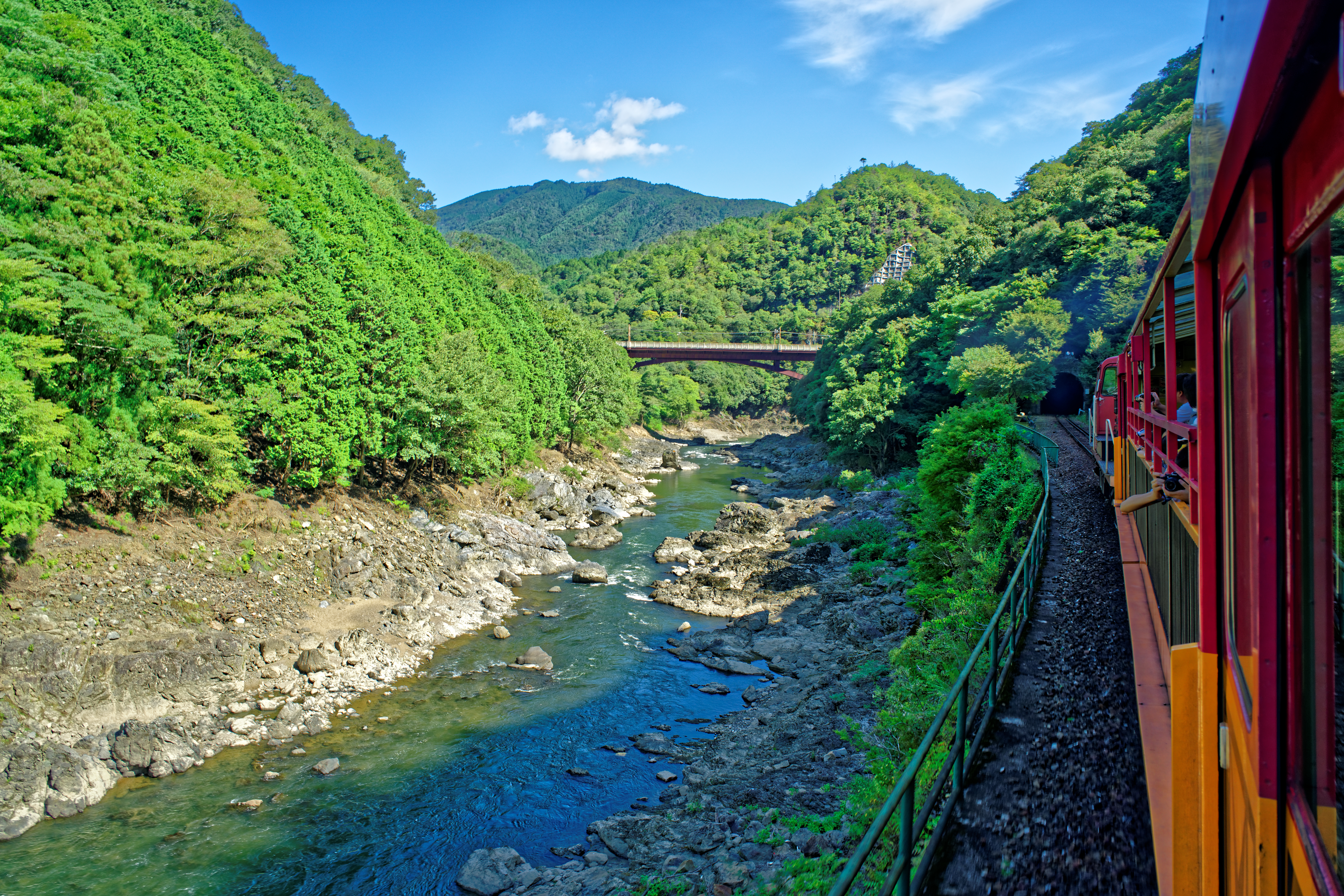
車窓から見た保津川と新線の保津峡駅

## 運賃
運賃は均一制で、開業時は大人600円、小人300円だったが、2014年（平成26年）4月以降は大人620円、小人310円、2019年（令和元年）10月以降は大人630円、小人320円となっている。2022年（令和4年）4月以降は大人880円、小人440円となる。
乗車券の購入は、嵯峨野観光鉄道の窓口発売に限り、現金のほかICOCA・Kitaca・Suica・PASMO・TOICA・manaca・SUGOCA・nimoca・はやかけんが利用できる。

## 駅一覧
- 全列車普通列車（全駅に停車）
- 全線単線（列車交換不可）
- 全駅京都府内に所在

| 駅名             | 駅間 営業キロ | 営業キロ | 接続路線・備考                                                                                     | 所在地 | 所在地 |
| ---------------- | ------------- | -------- | -------------------------------------------------------------------------------------------------- | ------ | ------ |
| トロッコ嵯峨駅   | -             | 0.0      | 西日本旅客鉄道： 山陰本線（嵯峨野線）…嵯峨嵐山駅 (JR-E08) 京福電気鉄道： 嵐山本線…嵐電嵯峨駅 (A12) | 京都市 | 右京区 |
| トロッコ嵐山駅   | 1.0           | 1.0      | | 京都市 | 右京区 |
| トロッコ保津峡駅 | 2.4           | 3.4      | 西日本旅客鉄道： 山陰本線（嵯峨野線）…保津峡駅 (JR-E09)                                            | 京都市 | 西京区 |
| トロッコ亀岡駅   | 3.9           | 7.3      | 西日本旅客鉄道： 山陰本線（嵯峨野線）…馬堀駅 (JR-E10)                                              | 亀岡市 | 亀岡市 |

- トロッコ保津峡駅は無人駅、その他の3駅は有人駅である。